# 中国人民解放军中部战区总医院汉口院区
中国人民解放军中部战区总医院汉口院区，位于湖北省武汉市江岸区黄浦大街68号，隶属中国人民解放军中部战区总医院，为综合性三级甲等医院。

## 简介
前身为1944年4月在河南省范县始建的冀鲁豫军区八分区第二野战医疗所。1949年，随刘邓大军南下抵达武汉。1950年，改编为正式医院。1954年8月，更名中国人民解放军第一六一医院。1983年5月，扩编为中国人民解放军第一六一中心医院。1994年4月起，隶属中国人民解放军武汉后方基地领导。后更名为中国人民解放军第一六一医院。该医院是综合性三级甲等医院，先后完成九八抗洪、抗击非典、利比里亚维和、汶川大地震抗震救灾卫勤保障，以及多次联合军事演习任务。2016年7月，中国人民解放军第一六一医院的22层新病房大楼投入使用。
2016年，在深化国防和军队改革中，中国人民解放军第一六一医院的上级单位武汉后方基地改为武汉联勤保障基地。
2018年11月，根据指令，原联勤保障部队武汉总医院、原解放军第161医院以及位于武汉各军队院校的门诊部共同成立中部战区总医院，并在原广州军区武汉总医院的基础上更名组建。

## 历任领导
| 院长 …… - 黎天恩（？—？） …… - 张二明（？—？） - 肖军（？—） | 政治委员 …… - 李海军（？—？） - 尹令明（？—？） - 张文勇（？—） |